# LOVE (DEATH DEVIL單曲)
《LOVE》（ラヴ）是DEATH DEVIL的第2張單曲。2010年6月23日由波麗佳音發行。

## 概要
TBS系列的電視動畫《K-ON!!》的原聲音樂（角色歌曲、單曲）。
為《K-ON!》櫻丘高校的音樂教師吹奏樂部兼輕音樂部指導教師山中佐和子，同校在學時組的樂隊「DEATH DEVIL」名義的作品。歌曲由山中佐和子的声優真田麻美和河口紀美的配音員淺川悠演唱。
《K-ON!!》第10話「老師!」中由DEATH DEVIL的成員演奏此曲。
與前作「Maddy Candy」相同，解說文由重金屬音樂雑誌「BURRN!」編集部員奧野高久執筆，吉他則是有屍忌蛇参加等等，請到重金屬音樂相關人士參與製作。

## 收錄曲
1. LOVE
作詞：KANATA／作曲、編曲：小森茂生
2. GENOM
作詞：KANATA／作曲、編曲：小森茂生
3. LOVE（Instrumental）
4. GENOM（Instrumental）

## 外部連結
- TBS電視台・K-ON!!官方網頁/唱片情報 （页面存档备份，存于） （日語）
- 波麗佳音 （日語）